# (37381) 2001 VZ119
2001 VZ119 (asteroide 37381) é um asteroide da cintura principal. Possui uma excentricidade de 0.18747950 e uma inclinação de 3.60745º.
Este asteroide foi descoberto no dia 12 de novembro de 2001 por LINEAR em Socorro.